# Kunstwedstrijden op de Olympische Zomerspelen 1912
Kunstwedstrijden maakten op de Olympische Zomerspelen in 1912 in Stockholm voor het eerst deel uit van het Olympisch programma.
Er werden medailles uitgereikt voor werken die geïnspireerd waren door sport in de categorieën: architectuur, literatuur, muziek, schilderen en beeldhouwen.

## Medailleoverzicht
| Categorie    | Goud                                                                         | Zilver                                                              | Brons           |
| ------------ | ---------------------------------------------------------------------------- | ------------------------------------------------------------------- | --------------- |
| Architectuur | Eugène-Edouard Monod en Alphonse Laverrière Bouwplan voor een modern stadion | niet uitgereikt                                                     | niet uitgereikt |
| Literatuur   | Pierre de Frédy, Baron de Coubertin "Ode aan de Sport"                       | niet uitgereikt                                                     | niet uitgereikt |
| Muziek       | Riccardo Barthelemy "Olympische Triomf Mars"                                 | niet uitgereikt                                                     | niet uitgereikt |
| Schilderen   | Giovanni Pellegrini Drieluik "Winter Sporten"                                | niet uitgereikt                                                     | niet uitgereikt |
| Beeldhouwen  | Walter Winans Bronzen borstbeeld "An American trotter"                       | Georges Dubois Representatie van een ingang voor een modern stadion | niet uitgereikt |

## Status
Ten tijde van de Spelen werden medailles uitgereikt aan de kunstenaars. Achteraf werd door het Internationaal Olympisch Comité (IOC) bepaald dat de kunstwedstrijden niet langer als een officieel onderdeel deel van de Olympische Spelen uitmaakten waardoor ze niet meer voorkomen in de olympische database en niet voorkomen in het medaille-overzicht voor de Olympische Spelen in 1912.
De kunstwedstrijden vonden plaats vanaf de spelen van 1912 tot en met de spelen van 1948. Vanaf de spelen van 1952 werd een niet-competitief en cultureel festival opgezet geassocieerd met de spelen. 
Atletiek · Honkbal (demonstratie) · Kunstwedstrijden · Moderne vijfkamp · Paardensport · Roeien · Schermen · Schietsport · Schoonspringen · Tennis · Touwtrekken · Turnen · Voetbal · Waterpolo · Wielersport · Worstelen · Zeilen · Zwemmen
Stockholm 1912 · 
Antwerpen 1920 · 
Parijs 1924 · 
Amsterdam 1928 · 
Los Angeles 1932 · 
Berlijn 1936 · 
Londen 1948